# Копривщенска носия
Копривщенската градска носия е традиционно облекло на жителите на град Копривщица. Социалното разслоение в града довежда и до значителни разлики и в облеклото на живущите по тези места. В отдавнашните времена облеклото на копривщенци е било съобразено със занятието, произхода, имота и обществената нагласа на различните хора.
Чорбаджии са били големите бегликчии, по-богатите джелепи, едрите скотовъдци, а и някои от остарелите абаджии, които вследствие на спечеленото имане не ходели вече на „курбет“. Те оставали в селото си, се предавали на отдих и църковна, училищна или читалищна дейност. Изявените люде от горните съсловия са съставлявали управляващата класа, която е поставяна като първенствуваща в обществените дейности, а и някои от тях понякога са се отличавали по ум, богатство и по обема на ктиторството си от останалите.
Носиите на жените и по-бедните е било и значително по-скромно от това на богатите и заможни градски хора и се отличава със своята практичност.

## Мъжка копривщенска носия
Богатите чорбаджии са обути в потури или шалвари с ниско дъно, скроени и ушити от по-качествена и лъскава черна чоха като обикновено са обримчени с копринени гайтани. Над ризата са се носели къси до под кръста ентерии в повечето случаи изработени от копринена аладжа с маслинен цвят и стилна украса. Аладжата отпред и на ръкавите се захваща с множество дюймета, изплетени от копринени конци. Около кръста се е опасвал дълъг тараболус пояс със сиво-бял цвят, доукрасен с пръски от черни капки. Над ентерията се обличала къса до кръста салтамарка с писани гайтани по яката, полите и ръкавите, и закрепвана с копчета за закопчаване. Предназначена е за лятно време а хастарът и е бил ушит от тънка, червена чоха, прикрепена към полите с тънки битмета. Когато салтамарката е била за през зимата е подплатявана с кожи за по-топло. По яката и отпред по ръбовете е била от по-доброто качество на самура, белката и други не често употребявани кожи.
През зимата е обличан дълъг до под коленете кюрк, ушит от чоха и с широка, топла яка. От вътрешната страна има подплата от кожи със средно качество, а отвън по яката и пешовете за показ е тя е направена от скъпи кожи, които младите са носели ушити от лисици.
Мъжете са били обути през топлите месеци само с бели чорапи с кундури или постали на краката. Когато се е влизало от улицата през двора в къщата, калеврите или обущата са събувани пред вратата и вътре се е влизало само по чорапи. При пътуванията по дела, когато чорбаджията е бил бегликчия е била обличана отгоре на салтамарката или върху ентерията ачмалия аба, ръкавите на която са били закрепени само на раменете, а под мишниците са били незакачени, та при по-топло време да могат да се прехвърлят през гърба за да висят назад и да не пречат на движенията. Облечената аба е била обшита с множество гайтани по краищата и между шевовете, а подплатата и е била задължително от червена чоха. Кюркът и ямурлукът, когато не са били облечени, са били навити и завързани отзад на самара на коня. По тези поводи е носен висок, кожен калпак, а в някои случаи фес с черна кърпа надиплена около него. Бегликчиите са били качени на породист „ат“, оседлан и обмундирован отлично. При пътуването, около кръста връз пояса се препасвал кожен силях, в който са втъкнати два пищова, голям ятаган или ханджар с бяла или черна костена дръжка, с разцепена с подобно на уши край, чебук и арбия, а от лявата страна има провесен рог за барут и сачми или металическа барутница. Подир бегликчията са вървели неговите ясакчии, възседнали коне и добре въоръжени. Обути са били с потури от син шаяк, с богато наредени с гайтани дъна, които не са падали по-долу от коленете. Опасани са били с пояси в червен цвят, връз които е бил коженият силя̀х с всичките му такъми. Ачмалията аба е била от по-нискокачествена материя, а на главата са носели пискюллии фесове, обвити с почти черна кърпа.
Богатите джелепи са носели дрехи като бегликчиите, но не са придружавани от свита телохранители, а са били пазени от кехаите и овчарите, когато са отивали да им прибират овцете или овните.

## Носии на едрите скотовъдци
Скотовъдците с по-големи стада са обували потури с неголеми дъна, направени от домашен шаяк. Поясът е бил обикновено с цвета на вишна, а върху антерията са обличали шаячна салтамарка, с подплата от обикновени кожи. На главата е турян кожен калпак. На краката са се носели обути бели чорапи, върху които за по-топло са надявали шаячни „лапчини“, а понякога, особено при старците, бели или черни калцуни, които достигали до под коленете. По време на празници са носени за обуща плитки кундури, а в работните дни те са сменяни с „емении“. За връхна дреха е слаган кюрк, който е направен от домашен чер шаяк.

## Носии на курбетчиите
Курбетчиите са абаджии или чорапчии, било производители или търговци. Те са носели шаячни шалвари или потури, всякогиш в тъмносин цвят. Потурите са били с най-различна кройка от стигащо чак до глезените дъно, до потури с по-средно по дължина дъно падащо до малко под коленете, а при някои случаи то не е достигало и до там. Други пък са носели опнати потури, силно набрани под чатала. Украсата е била с много гайтани по джебовете, колчеците. а също така и между шевовете на кройката. Някои хора са носели потурите си с колчаци на коленете, за да бъдат по-здрави и не се протриват толкова често. От по-знатните майстори в занаята им е носено и чохено облекло. Поясите са обикновено са били дълги, оцветени в алени, вишневи и тараболуси тонове. Тези с тараболуса окраска са носени предимно от тези, които са облекли чохени или поне дрехи с тъмносин цвят. Салтамарките, минтаните и кюрковете са били с цвета на потурите или шалварите обути под тях. През шията в повечето случаи е имало преметнат кьостек за часовник, който в тези стари времена е бил бая голям и имал формата на захлупци. Калфите и чираците от различните еснафи се обличали всеки според „ногата си“.

## Носии на тъй наречените „домашари“
Домашари са тези, които съставлявали местните еснафски сдружения на кръчмарите, бакалите, сапунджиите, яханджиите, кондурджиите, папукчиите, терзиите и прочие. За адет са се обували с дънести потури направени от тъмен карнобатски шаяк, по-рядко тъмносин, с подходящо умерени редове гайтани по джебовете, между шевовете и на крачолите. Техните салтамарки и кюркове са били по образец на цариградските абаджии. Под коленете са били пристягани с тъй наречените „подвръзки“, които са били малки тесни лентички боядисани с червен или вишнев цвят, имащи на двата си края с пискюли. Подвръзките са били тъкани от много тънки вълнени конци, а понякогиш от по-дебела коприна.

## Облекло на по-долната ръка хора
Обикновените овчари, земледелци и всички мъже са носели обикновени потури с къси дъна с малко обшита с гайтани украса, а връхните антерии и абите им са били от най-проста възможна направа. Някои от тях се срамували даже да допълнят подплатата на салтамарките си с кожа, макар често и материално да са можели да го сторят. Шаякът в повечето случаи е бил направен от черна, домашна вълна за да не се лекьосва лесно. Това обществено съсловие не е слагало никога кюрк и кундури, а всякогиш цървули с бели навуща до коленете, увити с кръстосани черни връви на младите мъже и с бели на старите хора. Само по-възрастните в празничните дни са се издокарвали с плитки папукчийски емении скожени върху бели или черни калцуни.

## Женска копривщенска носия
Женската носия в град Копривщица за разлика от облеклото на мъжете е била по-скромна, но все пак гиздава и практична.
По време на Възраждането най-носената женска дреха е бил сукманът. Ушиван е ръчно от шаяк, изработван в къщи от доброкачествена вълна. Платът е бил средно дебел и фин с тъмносин цвет. По полите и пазвите му сукманът е бил украсен традиционно с кенета, които са една вълнообразна плетка, в падините на диплите на която е имало вплетени старовремски шарки във форма на цветя от мъниста, пъпки или комбинации на геометрически фигурки. Тук са претворени природни флорални елементи. Тези кенета са били предимно изцяло изработени от коприна, а много рядко от конски косми. В тях са преобладавали главно жълтите и червените цветове на дъгата. По полите. ръкавите и пазвите кенетата са зашивани на в краищата на плата, а за да не се вижда долната риза на гърдите са слагани тъй наречените „нагръдки“. Тях са ги шиели от копринено платно или от кенар направен от бяла или жълта коприна и са разцепени и силно надиплени. Нагръдките около шията са били обточени с копринени кенета плетени на ръка у дома. При кенетата е преобладавал белият цвят, тук-там прошарен с червени, розови или сини шарки във форма на звездички или наподобяващи части на някакво вижданоцвете. Двата краища на надгръдките на шията са закрепвани обикновено с телени копчета, като върху едно от тях е била вшита една рубия.
За да се не виждат ръкавите на женската долна риза, се слагали за допълнение „ръкавници", като горните краища им са завръзвани с конец над лактите.
Те за младите жени са били от копринено платно с вширяващи се надолу краища и са покрити с копринени кенета. На старите жени и баби те са били от скъпата и по-ценена копринена материя, като най-често са от джанфез с жълти и кафяви, напреки втъкани пресечени нишки. Краищата им в края на ръката са били във форма на уши или рогчета по едно на всяка страна. Това при късата горна дреха прилича на ръкавите у родопските жени. Сукманът през кръста е препасван с чопрази, които са били не много големи, но за това пък са направени от сребро, или дори са били и позлатявани. Самият колан е бил обшит с нишки от сърма. Като връхна дреха е е обличана салтамарка, ушита от бледо или тъмно-зеленикава чоха с ниска и права яка. Около яката и полите на фустата са били прикачени по-тесни или в някои случаи според вкуса с по-широки сърмени кенета, които са били слагани и по краищата на ръкавите. Салтамарката при по-имотните е била допълвана с кожена подплата, като по яката и отпред по полите е допълвана с кант от жълта лисича кожа. Чорапите са били изплетени от доброкачествена домашна бяла вълна с цветни шарки на пръстите и петите, а често и по глезените. Дългите до горе чорапи са наричани „кукули“. Шарките по глезените са наподобявали по формата си на цветя. Обувките им са били леки подобни на папуци обуща, а за младите момичета те са били плитки като чехли. Главата е забраждана с шамия, краищата на която са били обточени със скъпите копринени кенета „зарафлъци". В ушите са били нанизани „менгуши“, които като че ли имат нещо много общо с онези на старите тракийки.

## Алафранга дрехи
По спомени на стари хора в Копривщица, европейско мъжко облекло пръв е носел Найден Геров. Той след завръщането си с полученото образование се установява в града и се главява за учител. Първоначално в първите няколко месеца носи старите си училищни дрехи но за коледата на 1846 г. си ушива черни чохени европейски дрехи, подобно на тогавашното интелигентно турско чиновничество и гръцката младежка аристокрация в Пловдив.
Същото такова облекло е имал и Яким Груев, който през учебната 1849 – 1850 г. замества Геров след заминаването му в Пловдив, за да открие епархиалното училище там. През първите години след Найден Геров, само някои от учителите захвърлят потурите и шалварите и носят европейско облекло. Едва от към 1860 г. и млади видни граждани започват да заменят старото облекло с френско. Хора разказвали, че мнозина такива прогресивни и напредничави граждани, като се обличали за пръв път така, дълго се разхождали из къщата си, слизали по двора, но се срамували да се покажат на улицата. Някои по-хотроумни измежду тях, когато се обличали за първен път с модно облекло, поканвали нарочно у дома си хора да гостуват, та с тях да идат по-после по визита за да имат възможност да се смесят с малкия калабалък и така да ходят из публичните места.
Копивщенският учител Драгия Делиделвов в своята студия „Бележки за историята на Копривщица“ обобщава тези явления по следни начин:
| „ | Това обстоятелство подхранва и предположението, че тукъ има заселени граждани, па даже и благородници. Тъй и ли инъкъ тукъ още презъ 50 и 60-техъ години на миналото столетие намираме известна култура не само у мѫжете, които се скитали по чужбина, а и измежду жените. Отъ отдавна още покрай домашната носия се внася и купешка, купена отъ вънъ, огъ чужбина. Купешкото тъй бързо се разпространило, че въ 1872 година общината (черковно-училищниятъ съветъ), подъ председателството на Пловдивския Митрополитъ Панаретъ, взема решение да се забрани носията отъ купешки платове. | “ |

Тодор Каблешков в своите насоки към Женското благотворително дружество „Благовещение“ в писмо към Ана Каблешкова, измежду другите съвети намира за уместно да отбележи:
| „ | Да се унищожат модите и всичко що е европейско и да се заместват с домашно. | “ |

## Непечатна песен на копривщенските търговци в Анадола
Я стани, стани стара майко ле, я стани;

Конче ми цвили в обори,

и с краката потропва.

Я стани, стани стара майко ле, замеси мазен тутманик,

напълни сахан с медец:

да си ма, майко нагостиш,

че ще на дълга пътя да ида;

в анадолските селища,

в анадолските паланки.

Кярове, майко ле, да правя,

жълти жълтици да печеля:

се махмудийки и големи айналийки

и ситни дребни рубийки.

А тебе, майко ле, моля те,

булченце да ми намериш;

да ми е тънко, високо,

к' да му прилича

снагата като си кърши

жълтиците да и подрънкват,

чехлите да си потропва,

на тебе, майко, утеха

на мене, майко украса.

На тебе, майко, оставям

жълт восък от Анадола,

свещици да си изливаш

в черква да си отиваш,

на Бога да се помолиш

жив и здрав да се завърна.

         Съобщава баба Лула Пулекова

         (Пише я работник шивач у нас

         ходил в Анадола.)

## Речник на употребяваните думи и изрази
- Адет – обичай, ред, установен като норма
- Аладжá – тънък домашен или фабричен плат, вълнен, памучен или копринен на разноцветни райета
- Алафранга – като във Франция
- Арбия – пръчка за пълнене на оръжие, шомпол
- Ат – буен, добре гледан кон.
- Абаджии, чорапчии, терликчии (от терлици), кръчмари, бакали, сапунджии, яханджии (производители на тахан и сусамово олио), кондурджии (обущари), папукчии, терзии (зидари) и гайтанджии – професии в търговията и домашната манифактура
- Антерѝя – памуклийка, вид широка горна мъжка или женска дреха с ръкави
- Ачмалия – долама с прорези отпред на раменете, та ръкавите да увисват празни отзад на гърба
- Бегликчия – събирач на данъци
- Битме – тънък шнур за прикрепяне към полите на чохата
- Бòнджур – женска горна дреха, с талия, дълга до кръста, подплатена с кожи или неподплатена, която да замести салтамарката
- Гайтан – плетен на плитка шнур
- Главява се – наема се
- Дивит – преноима мастилница,носена на верижка, подобно на часовник
- Джанфез – вид лъскав плътен копринен плат; тафта
- Джебове – джобове
- Джелепи (браничари) – търговци на добитък
- Долама – мъжка горна дреха, обикновено от вълнен плат, дълга и с ръкави
- Домашар – човек, който си стои в къщи или в село
- Дюйме – яйцевидни петелки (петлици)
- Емении – меки кожени обувки
- Еснаф – гилдия, сдружение
- Захлупци – дървен съд с капак за съхранение на храна или подправки
- Калабалък – навалица, множество
- Калеври, цървул – обувки от твърда кожа с връзки, с добавени на подметката бутони от кожа или друг материал
- Калцуни – принадлежности за обуване, част от мъжката и женската традиционна носия
- Касаба – град
- Кене, шиена тантела, заръфлаци, кукла – изящна дантела, да не се виждат долните дрехи на гърдите, поставяни са били тъй наречените „нагръдки“
- Колосване – натопяване на плат в рядка кашичка от брашно или нишесте и вода за да се втвърди тъканта след изсушаването и
- Кехая – управител
- Колчаклùя – продълговата, в средата заоблена ивица от плат, обшита с гайтан, която се поставя върху лакътя на аба или върху коляното на чеширете
- Колчаклие чешире – чешире с колчаци
- Ктитор – спомоществовател, дарител
- Кукули – дълги до горе чорапи
- Кундури – плитки обуща
- Курбет – странствуване на чужбина
- Кьостек – верижка на часовник
- Кюрк – дълга горна дреха, подплатена с кожи
- Лапчини – терлици, дебели вълнени чорапи
- Люде – хора. человеци
- Мегдан – площад
- Менгуши – обици
- Митани – къса, мъжка връхна дреха
- Паликарѐ – грък, който е служил в турската войска или полиция
- Папуци – меки кожени обувки
- По-долна ръка хора – по-бедните и непретенциозните
- Потури, чешири – широки мъжки горни гащи от домашен плат с голямо дъно
- Рубия – златна турска монета
- Ръкавници – горните краища на които са завързвани с конец над лактите за и се навличали за да се не виждат ръкавите на долната риза
- Самар – седло за кон или магаре
- Салтамарка – къса горна дреха, обшита с кожа
- Силя̀х – кожен пояс с прегради за поставяне на различни неща
- Според „ногата си“ (от нога, крак) – според докъдето се простират възможностите
- Сукман – дълга и широка рокля без ръкави
- Сърма – посребрени или позлатени медни жички, които се използват при бродерия или тъкане
- Такъми – наредба, принадлежности, комплект за обяздване
- Тараболус – триполитански пояс
- Флорален (от флора) – наподобяващ гирлянди от цветчета и листенца
- Фуста – долна риза, пола
- Ханджар – кинжал
- Цървул – обувка обикновено от свинска кожа с дълги върви
- Чибу̀к – вид лула с дълга тръба
- Чоха – гладък вълнен плат
- Шалвари – широки жернски горни гащи от домашен плат с голямо дъно
- Шамия – кърпа
- Шаяк – груб вълнен плат
- Чорапите са били изплетени от доброкачествена домашна бяла вълна с цветни шарки на пръстите и петите, а често и по глезените, наречени „кукули“
- Чопрази, павти – украсени метални токи за колани
- Ямурлук – дебела връхна дреха от традиционната носия, предназначена да пази от студ и дъжд
- Ясакчии – телохранители

## Благодарности
На Дирекция на музеите, музей Лютова къща и Светлана Мухова – историограф, уредник в Къща музей „Георги Бенковски“